# Steina (Hartha)
Steina ist ein Ortsteil der sächsischen Kleinstadt Hartha im Landkreis Mittelsachsen.

## Geografie und Verkehrsanbindung
Der Ort liegt östlich des Kernortes Hartha an der Kreisstraße K 7534 und am Steinaer Bach, einem Zufluss des Mühlgrabens, der weiter östlich fließt. Dieser ist ein kurzer Zufluss der Zschopau. 
Der Haltepunkt Steina liegt an der Bahnstrecke Riesa–Chemnitz.
Nördlich verläuft die B 175.

## Geschichte
Am 1. Juli 1950 wurde die bis dahin eigenständige Gemeinde Saalbach eingegliedert.